# Megalopolis (filme)
Megalópolis é um  filme épico estadunidense de drama e ficção científica escrito, dirigido e produzido por Francis Ford Coppola. O filme apresenta um elenco que inclui Adam Driver, Forest Whitaker, Nathalie Emmanuel, Jon Voight, Laurence Fishburne, Aubrey Plaza, Shia LaBeouf, Jason Schwartzman, Grace VanderWaal, Kathryn Hunter, Talia Shire, Dustin Hoffman, D. B. Sweeney e Giancarlo Esposito. Foi lançado em 2024.

## Premissa
Em uma Nova York futurista rebatizada "Nova Roma", um arquiteto tenta construir a utopia futurista "Megalópolis" usando um material milagroso que ele descobriu, entrando em conflito com o prefeito corrupto.

## Elenco
- Adam Driver como Cesar Catilina[7]
- Giancarlo Esposito como Franklyn Cicero[7]
- Nathalie Emmanuel como  Julia Cicero[7]
- Aubrey Plaza  como Wow Platinum[7]
- Shia LaBeouf  como Clodio Pulcher[7]
- Jon Voight como Hamilton Crassus III[7][8]
- Laurence Fishburne  como Fundi Romaine;[9] Fishburne também narra o filme
- Talia Shire  como Constance Crassus Catilina[10]
- Jason Schwartzman  como Jason Zanderz[10]
- Kathryn Hunter  como Teresa Cicero[10]
- Grace VanderWaal  como Vesta Sweetwater[7]
- Chloe Fineman  como Clodia Pulcher[11]
- James Remar  como Charles Cothope[11]
- D. B. Sweeney  como Commissioner Stanley Hart[11]
- Isabelle Kusman  como Claudine Pulcher[11]
- Bailey Ives  como Huey Wilkes[11]
- Madeleine Gardella  como Claudette Pulcher
- Balthazar Getty  como Aram Kazanjian[10]
- Romy Mars  como repórter[12]
- Haley Sims  como Sunny Hope Catilina[11]
- Dustin Hoffman  como Nush Berman[10]

## Produção

### Desenvolvimento

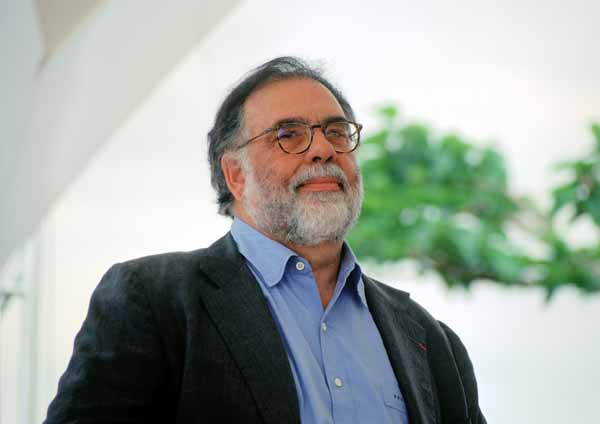
Escritor, diretor e produtor Francis Ford Coppola em 2001

Francis Ford Coppola começou a escrever Megalópolis na década de 1980, como um projeto pessoal. O ator Rob Lowe disse que Coppola estava falando sobre o projeto quando estavam filmando The Outsiders em 1982. Em uma entrevista de maio de 2007 para Ain't It Cool News, Coppola declarou que seus acordos para dirigir Drácula (1992), Jack (1996) e The Rainmaker (1997), foram feitos para se livrar das dívidas e financiar Megalópolis. Jim Steranko, que anteriormente criou ilustrações de produção para Drácula de Bram Stoker, produziu uma dúzia de trabalhos coloridos para Megalopolis em meados da década de 1990, a pedido do diretor, para criar "panoramas arquitetônicos de conteúdo e imagens" nítidos.

### Filmagem
A fotografia principal começou no Trilith Studios na Geórgia em 1 de novembro de 2022, com fotos do set de filmagem de LaBeouf e Emmanuel em Atlanta sendo publicadas em 8 de novembro e deveria terminar em março de 2023. O filme foi originalmente rodado usando tecnologia OSVP no Prysm Stage, Trilith Studios, mas "à medida que os desafios e custos dessa abordagem aumentaram, a produção está tentando migrar para uma abordagem de tela verde mais tradicional e menos dispendiosa".
Em janeiro de 2023, o filme estava na metade das filmagens quando relatórios indicaram que o orçamento ultrapassou seu preço original de US$120 milhões, que vários jornalistas compararam com os problemas de produção do filme de Coppola de 1979, Apocalypse Now. Devido ao relatado "ambiente de filmagem instável", foi revelado que vários membros da equipe saíram do filme, incluindo a designer de produção Beth Mickle, o diretor de arte David Scott e o supervisor de efeitos visuais Mark Russell, junto com o resto da equipe de efeitos visuais. Coppola e Driver contestaram o relatório, afirmando que embora houvesse alguma rotatividade na equipe, a produção estava dentro do cronograma e do orçamento e avançando sem problemas. Paralelamente, Mike Figgis dirigiu um documentário de bastidores da produção de Megalopolis. Driver encerrou as filmagens de seu papel no início de março, chamando-o de "uma das melhores... experiências fotográficas de (sua) vida". As filmagens terminaram em 30 de março de 2023.